# 陶大有 (唐朝)
陶大有（7世纪—?），中国唐高宗时期的安西都护（667－669年）。
其生平史书无载。《全唐文》相关碑文有所记载，碑文起始部分多有残缺，从中隐约可以辨识文字者有如下段落：“父讳瓒。梁著作、随(隋)西河司功员外、皇朝沧州清池县令、介州司马、上柱国、丹阳县开国公……。从展骥之职。而芳徽懿范，(阙十字)通(阙四字，内有一字为“西”)州刺史、安西都护、上柱国、燕容县开国公”，据此，陶瓒本为南梁、亡隋旧臣，清河建县、休介设州皆为唐初事，可知唐初曾任清池县令，介州司马，富有主政边州的经验。以故乾封二年（667年）裴行俭离任后，陶瓒出任西州刺史兼安西都护，并领勋官上柱国及爵号燕容县开国公。根据年龄推算，其时陶瓒年事已高，很可能殁于任上，遂由已任廓州刺史的其子陶大有接任。
《江苏金石志》卷四《宣州刺史陶府君德政碑》记云：“兄讳大有，□□通事舍人，廓州刺史、安西都护”，此段文字似为《全唐文》中所漏书，实与前文衔接。以此判断，陶瓒、陶大有父子主政安西，兼任西州刺史的时间大约始于乾封二年裴行俭解职之后至总章二年（669年）董宝亮接任安西都护、兼西州刺史之前，即乾封二年至总章二年，667－669年在任。